# Partido judicial de Baena
El partido judicial de Baena es uno de los 85 partidos judiciales en los que se divide la comunidad autónoma de Andalucía y creado por Real Decreto en 1983, como el número 4 de los doce partidos judiciales en que se divide la provincia de Córdoba, en España. La extensión del partido comprende 3 municipios con una superficie de 522,57 km² y sede en Baena. 

## Ámbito geográfico
El ámbito territorial, que viene regulado por el Real Decreto 529/1983, de 9 de marzo, comprende los municipios:
| Partido Judicial | Capital de partido | Municipios que comprende   |
| ---------------- | ------------------ | -------------------------- |
| 4                | Baena              | Baena, Luque y Valenzuela. |